# Mystides caeca
Mystides caeca är en ringmaskart som beskrevs av Langerhans 1880. Mystides caeca ingår i släktet Mystides och familjen Phyllodocidae. Arten är reproducerande i Sverige. Inga underarter finns listade i Catalogue of Life.